# Isabella Fieschi
Isabella Fieschi, död efter år 1356, var dam av Milano genom sitt äktenskap med Lucchino Visconti, herre av Milano, mellan 1331 och 1349. 
Hon var dotter till genuesaren Carlo Fieschi, greve av Savignone och brorson till påven Adrian V. Äktenskapet var politiskt och arrangerades för att bekräfta alliansen mellan Viscontis Milano och republiken Genua - Visconti hade nyligen blivit änkling efter en annan geuesare. Vigseln ägde rum i Milano 1331. Hon fick i äktenskapet tvillingarna Luca och Giovanni, födda 4 augusti 1346.  
Isabella var känd för sin skönhet och sitt kärleksliv. Enligt legenden hade hon flera älskare, bland dem makens brorson Galeazzo II Visconti och Venedigs doge Andrea Dandolo. År 1347 gjorde Isabella ett officiellt statsbesök i Venedig som ledare för en delegation. Under vistelsen ska hon vid ett tillfälle ha haft samlag med tre män samtidigt ombord på en flodpråm, bland dem makens brorson Galeazzo II Visconti och Venedigs doge Andrea Dandolo. Då maken fick reda på detta, ska han ha lovat att bestraffa henne hårt då han fick tag på henne. Då Lucchino avled 1349, ryktades han ha blivit förgiftad av Isabella, som dödade honom i självförsvar i fruktan för det straff han planerade för henne. 
Vid makens död utbröt tronstrider i Milano. Isabella tvingades ge upp sina söners rättigheter till makten och sattes i husarrest. Hon noteras ha bott i ett hus i Via Romana år 1354. Isabella lyckades fly från Milano 1356. Hon ska sedan ha återvänt till sin familj i Savignone.